# 데포르티보 라코루냐

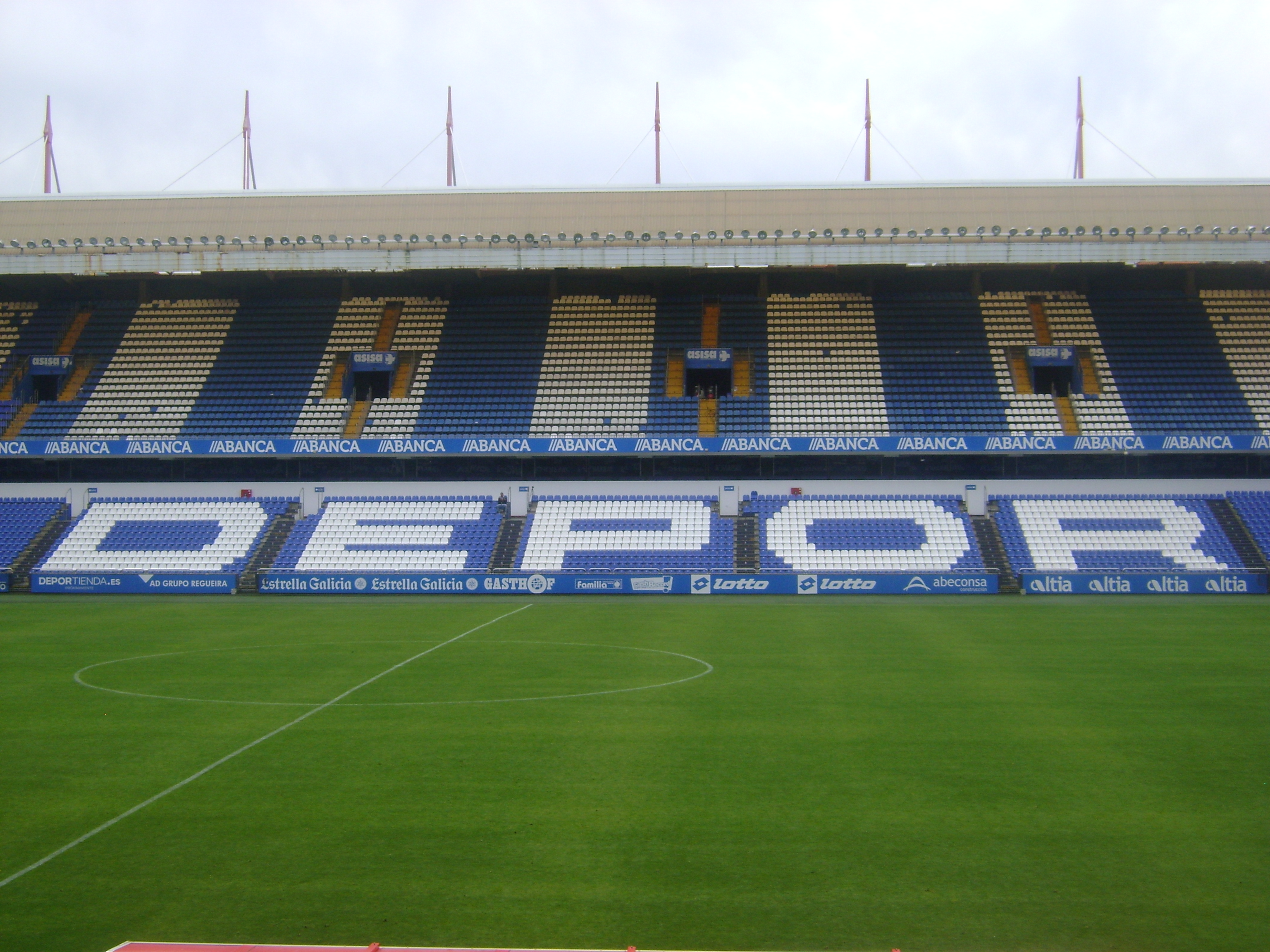

데포르티보 라코루냐(Real Club Deportivo de La Coruña, S.A.D.)는 스페인 갈리시아 지방 라코루냐에 위치한 리아소르 경기장을 근거로 하는 스페인의 축구 클럽으로 1906년 창단 되었다. 리그 우승은 1999-2000 시즌 1번 있으며 5번의 1부리그 준우승과 2번의 코파 델 레이 우승 이력이 있고 현재 프리메라 페데라시온에 속해 있다.

## 주요 역사
- 1992-93 : 베베토가 29골을 넣어 시즌 3위로 마감. 클럽 역사상 처음으로 득점왕 배출.
- 1994-95 : 코파 델 레이 우승. 클럽 역사상 첫 타이틀. 1993-94 시즌에 이어 2년 연속으로 준우승.
- 1999-2000 : 사상 첫 프리메라리가 우승.
- 2001-02 : 두 번째 코파 델 레이 우승.
- 2003-04 : 사상 첫 챔피언스 리그 4강 진출.

## 선수 명단

### 현역
2023-24 시즌 명단

참고: FIFA 자격 규정에 따라 소속된 국가대표팀 국기를 표시합니다. 선수는 복수의 FIFA 비회원국 국적을 가지고 있을 수 있습니다.
| 번호 | 포지션 | 국적                  | 이름                                 |
| ---- | ------ | --------------------- | ------------------------------------ |
| 1    | GK     |                       | 헤르만 룩스                          |
| 4    | MF     |                       | 알렉스 베르간티뇨스                  |
| 5    | MF     |                       | 페드로 모스케라                      |
| 7    | MF     |                       | 루카스 페레스                        |
| 8    | MF     | 보스니아 헤르체고비나 | 하리스 메두냐닌                      |
| 9    | FW     |                       | 오리올 리에라                        |
| 10   | MF     |                       | 후안 도밍게스                        |
| 11   | DF     |                       | 후안프란 모레노 (왓포드 FC에서 임대) |
| 12   | DF     |                       | 시드네이 (SL 벤피카에서 임대)        |
| 13   | GK     |                       | 파브리시오 아고스토 라미레즈         |

| 번호 | 포지션 | 국적     | 이름                                   |
| ---- | ------ | -------- | -------------------------------------- |
| 14   | DF     |          | 알레한드로 아리바스                    |
| 15   | DF     |          | 라우레                                 |
| 16   | DF     | 포르투갈 | 루이지뉴                               |
| 17   | MF     |          | 페데 카르타비아 (발렌시아 CF에서 임대) |
| 18   | DF     |          | 사울 가르시아 카브레로                 |
| 19   | MF     | 모로코   | 파이살 파히르 (엘체 CF에서 임대)       |
| 25   | GK     |          | 마누 페르난데즈                        |

### 임대
참고: FIFA 자격 규정에 따라 소속된 국가대표팀 국기를 표시합니다. 선수는 복수의 FIFA 비회원국 국적을 가지고 있을 수 있습니다.
| 번호 | 포지션 | 국적 | 이름                            |
| ---- | ------ | ---- | ------------------------------- |
| —    | MF     |      | 알렉스 베르간티뇨스 (→그라나다) |
| —    | MF     |      | 이반 페레즈 (→폰페라디나)       |

## 역대 감독
| 감독                       | 임기      |
| -------------------------- | --------- |
| 차초                       | 1941~1942 |
| 라푸엔테                   | 1943~1945 |
| 알레한드로 스코페지        | 1949~1950 |
| 차초                       | 1951~1952 |
| 앙헬 수비에타              | 1956~1957 |
| 로케 올센                  | 1963~1964 |
| 루이스 카르닐리아          | 1964~1965 |
| 다고베르토 몰              | 1967      |
| 로케 올센                  | 1970      |
| 아르세니오 이글레시아스    | 1971~1973 |
| 페르난도 리에라            | 1973      |
| 후안 아르사                | 1977~1978 |
| 루이스 수아레스 미라몬테스 | 1978~1979 |
| 아르세니오 이글레시아스    | 1982~1985 |
| 아르세니오 이글레시아스    | 1988~1991 |
| 아르세니오 이글레시아스    | 1992~1995 |
| 존 토샥                    | 1995~1997 |
| 하비에르 이루레타          | 1998~2005 |
| 호아킨 카파로스            | 2005~2007 |
| 미겔 앙헬 로티나           | 2007~2011 |
| 도밍구스 파시엔시아        | 2013      |
| 빅토르 산체스              | 2015~2016 |
| 페페 멜                    | 2017      |
| 클라렌스 세이도르프        | 2018      |
| 보르하 히메네스            | 2021~2022 |
| 루벤 데라바레라            | 2023      |

## 리아소르의 기적
2003-04 시즌 UEFA 챔피언스리그 8강전에서 2002-03 시즌 챔피언 AC 밀란을 만나게 된 데포르티보는 1차전에서 전반 15분에 선제골을 넣었지만 1-4 참패를 당하였다. 데포르티보는 홈 구장인 에스타디오 리아소르에서 2차전을 맞게 되는데 전반에만 3-0을 만들고 후반전에는 추가골을 성공시켜 4-0 완승을 거둔다.
당시 AC 밀란에는 안드레이 셰브첸코, 파울로 말디니, 야프 스탐, 알레산드로 네스타, 필리포 인자기, 후이 코스타, 히카르두 카카 등의 선수들이 즐비했던 스타 군단이었고 데포르티보 라코루냐는 스페인에 중위권 팀이었던 것을 감안하면 엄청난 사건이었다.